# Corporate Activism
Unter Corporate Activism wird die öffentliche Betätigung von Unternehmen verstanden, öffentliche Debatten und politische Entscheidungen durch Kampagnen zu beeinflussen und öffentliche Unterstützung für ihre Interessenvertretung, d. h. Lobbyismus zu gewinnen. In den USA ist dies eine wichtige Komponente der Public Affairs und gewinnt auch in Deutschland und Europa an Bedeutung.
In den USA kopierten Großunternehmen ab den 1970er Jahren politische Aktions- und Kommunikationsstrategien sozialer Bewegungen, Gewerkschaften, Umweltschützer und anderer „Aktivisten“. Sie arbeiteten dabei mit Beratern zusammen, die aus diesen links orientierten, unternehmenskritischen Bewegungen kamen, lernten so die Methoden und Techniken kennen und wandten diese an, um ihrerseits andere für die eigenen Unternehmensinteressen zu mobilisieren. Oft waren und sind diese Kampagnen partizipationsorientiert, das Mitmachen als Bürger steht im Mittelpunkt. Dafür werden Arbeitnehmer des Unternehmens, ihre Familien und auch Pensionäre, teilweise Nachbarn an Standorten oder auch Kunden und Lieferanten einbezogen. Aufgrund dieser basisdemokratischen Ansätze wird in Anlehnung an den Begriff Graswurzelbewegung auch von Astroturfing, Grassroots Advocacy, Grassroots Lobbying oder Grassroots Campaigning gesprochen.